# Sascha Hupmann
Sascha Dirk Hupmann, né le 21 avril 1970 à Munich en Allemagne de l'Ouest et mort le 12 avril 2020 à Evansville aux États-Unis, est un joueur allemand de basket-ball. Il évolue durant sa carrière au poste de pivot.

## Palmarès
- Coupe d'Allemagne 1995, 1997